# Highland (Washington)
Highland és una concentració de població designada pel cens dels Estats Units a l'estat de Washington. Segons el cens del 2000 tenia 3.388 habitants.

## Demografia
Segons el cens del 2000, Highland tenia 3.388 habitants, 1.108 habitatges, i 935 famílies. La densitat de població era de 47,4 habitants per km².
Dels 1.108 habitatges en un 45,8% hi vivien nens de menys de 18 anys, en un 74,2% hi vivien parelles casades, en un 6,9% dones solteres, i en un 15,6% no eren unitats familiars. En l'11,6% dels habitatges hi vivien persones soles el 4,1% de les quals corresponia a persones de 65 anys o més que vivien soles. El nombre mitjà de persones vivint en cada habitatge era de 3,04 i el nombre mitjà de persones que vivien en cada família era de 3,27.
Per edats la població es repartia de la següent manera: un 32,3% tenia menys de 18 anys, un 6,8% entre 18 i 24, un 28,5% entre 25 i 44, un 24,4% de 45 a 60 i un 7,9% 65 anys o més.
L'edat mediana era de 35 anys. Per cada 100 dones de 18 o més anys hi havia 97,8 homes.
La renda mediana per habitatge era de 61.136 $ i la renda mediana per família de 63.333 $. Els homes tenien una renda mediana de 47.094 $ mentre que les dones 33.281 $. La renda per capita de la població era de 22.703 $. Aproximadament el 4,5% de les famílies i el 6,1% de la població estaven per davall del llindar de pobresa.

## Poblacions més properes
El següent diagrama mostra les poblacions més properes.